# القوة البحرية الخاصة لحرس الثورة الإسلامية
الوحدة الخاصة للقوة البحرية لحرس الثورة الإسلامية (NEDSA) (بالفارسية: یگان ویژه ندسا)، تُعرف أيضًا باسم قوة حرس الثورة الإسلامية البحرية الخاصة (SNSF) (بالفارسية: نیروی ویژه دریایی سپاه)، هي وحدة تكاور في البحرية التابعة للحرس الثوري الإسلامي (IRGC) المتمركزة في جزيرة فارور الكبرى في الخليج العربي.

## تعيين المهمة
تضم الوحدة مشاة البحرية والضفادع البشرية والقناصة المتخصصين في طائرات الهليكوبتر والحرب البرمائية والصعود البحري.
يتدرب أفراد SNSF على الغوص القتالي، والعمل المباشر، ومكافحة الإرهاب، والاستطلاع الخاص، وعمليات الهدم تحت الماء، والهجوم البرمائي، وإنقاذ الرهائن، وعمليات الزيارة البحرية، وعمليات التفتيش والمصادرة. ومن بين مهام الوحدة حماية السفن التجارية الإيرانية، وقد تم نشر أفراد قوات الأمن الوطنية الإيرانية في خليج عدن للمساعدة في عمليات مكافحة القرصنة الصومالية.

## العمليات في خليج عدن
وفي عام 2012، نفذت الوحدة عملية استمرت 117 يومًا في خليج عدن لمكافحة القرصنة قبالة سواحل الصومال.

## استيلاء على سفينة إم إس سي أريز
في 13 أبريل 2024، بعد أيام من القصف الإسرائيلي للسفارة الإيرانية في دمشق، استولت قوات الكوماندوز البحرية الإيرانية على سفينة مدنية تابعة لشركة زودياك ماريتايم، ترفع العلم البرتغالي. إن شركة زودياك البحرية، مملوكة جزئيا لرجل الأعمال الإسرائيلي إيال عوفر.

## الأسلحة
ومن المعروف أن السلاح الإيراني (إم بي 5) عيار 9 ملم يستخدم في هذه الوحدة. يُفضل أيضًا المدفع الرشاش الفرعي ستار نموذج Z84 الإسباني المنتج من قبل الوحدة. يتم أيضًا استخدام أيه كيه أم 7.62x39mm الإيراني الإنتاج بواسطة الوحدة في بعض المواقف. كما يتم استخدام أيه كيه-103 بواسطة هذه القوة.

## معرض الصور

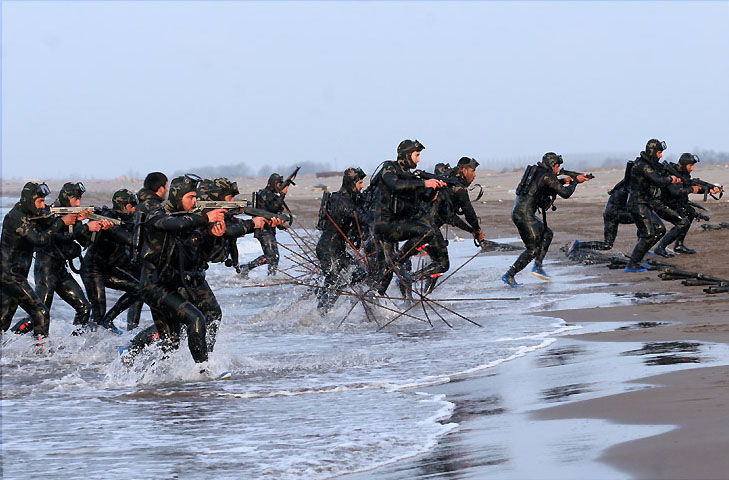
أعضاء تكاور في مناورةالنبي الأعظم التاسع، 25-27 فبراير 2015
رجل الضفدع رجل الضفدع التابع لحرس الثورة الإسلامية فيتمرين برمائي لمناورة النبي الأعظم التاسع